# Powiat Frydek-Mistek
Powiat Frydek-Mistek (czes. Okres Frýdek-Místek) – powiat w Czechach, w kraju morawsko-śląskim. Wschodnia część przed 1960 stanowiła powiat Czeski Cieszyn. Jego siedziba znajduje się w mieście Frydek-Mistek. Powierzchnia powiatu wynosi 1 208,49 km², zamieszkuje go 209 326 osób (gęstość zaludnienia wynosi 173,21 mieszkańców na 1 km²). Powiat ten liczy 72 miejscowości, w tym 5 miast.
Od 1 stycznia 2003 powiaty nie są już jednostką podziału administracyjnego Czech. Podział na powiaty zachowały jednak sądy, policja i niektóre inne urzędy państwowe. Został on również zachowany dla celów statystycznych.

## Gminy powiatu Frydek-Mistek
Pogrubioną czcionką wyróżniono miasta:
- Baszka
- Bílá
- Boconowice
- Brušperk
- Bruzowice
- Bukowiec
- Bystrzyca
- Czeladna
- Dobra
- Dobracice
- Domasłowice Dolne
- Domasłowice Górne
- Fryčovice
- Frydek-Mistek
- Frydlant nad Ostrawicą
- Gnojnik
- Gródek
- Herczawa
- Hukvaldy
- Jabłonków
- Janowice
- Kaniowice
- Koszarzyska
- Kozlovice
- Krasna
- Krmelín
- Kunčice pod Ondřejníkem
- Lhotka
- Ligota Dolna
- Ligota Górna
- Ligotka Kameralna
- Łomna Dolna
- Łomna Górna
- Łucyna
- Malenowice
- Metylovice
- Milików
- Morawka
- Mosty koło Jabłonkowa
- Nawsie
- Noszowice
- Nydek
- Ostrawica
- Palkovice
- Paskov
- Październa
- Pioseczna
- Piosek
- Prażmo
- Prżno
- Pstruží
- Raszkowice
- Ropica
- Rzeka
- Rzepiszcze
- Siedliszcze
- Śmiłowice
- Szobiszowice
- Stare Hamry
- Stare Miasto
- Staříč
- Sviadnov
- Toszonowice Dolne
- Toszonowice Górne
- Trzanowice
- Trzycież
- Trzyniec
- Wielopole
- Wędrynia
- Wojkowice
- Žabeň
- Żermanice

### Zmiana granic powiatu
Do 31 grudnia 2006 w powiecie Frýdek-Místek znajdowały się również poniższe miejscowości:
- Horní Bludovice – obecnie powiat Karwina
- Stará Ves nad Ondřejnicí – obecnie powiat Ostrawa-miasto
- Šenov – obecnie powiat Ostrawa-miasto
- Václavovice – obecnie powiat Ostrawa-miasto
- Vratimov – obecnie powiat Ostrawa-miasto

## Struktura powierzchni
Według danych z 31 grudnia 2003 powiat ma obszar 1 272,75 km², w tym:
- użytki rolne – 39,38%, w tym 48,95% gruntów ornych
- inne – 60,62%, w tym 81,43% lasów
- liczba gospodarstw rolnych: 1778

## Demografia

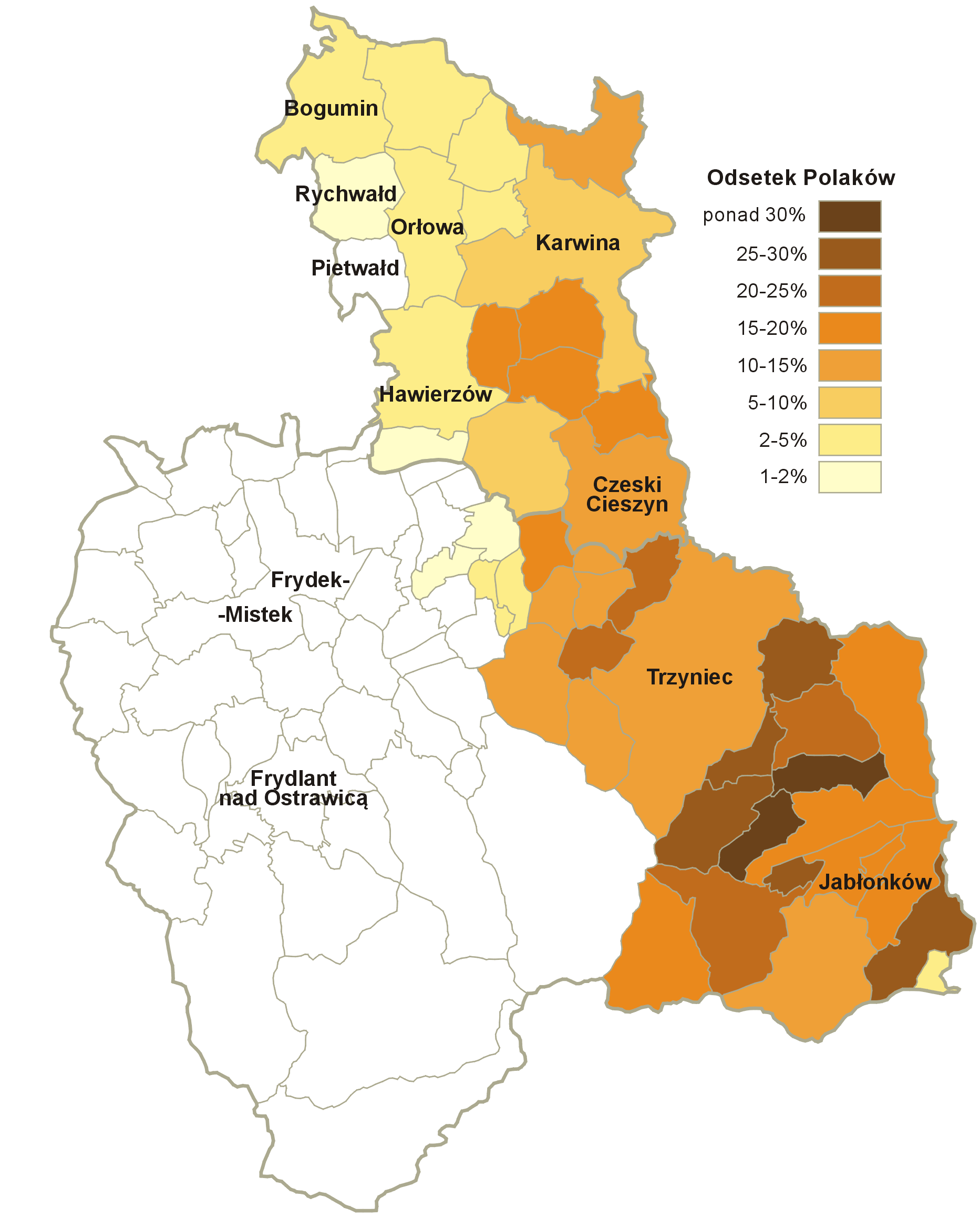
Odsetek Polaków w gminach (obec) okręgu Frydek-Mistek i Karwina na podstawie spisu powszechnego z 2011 r.

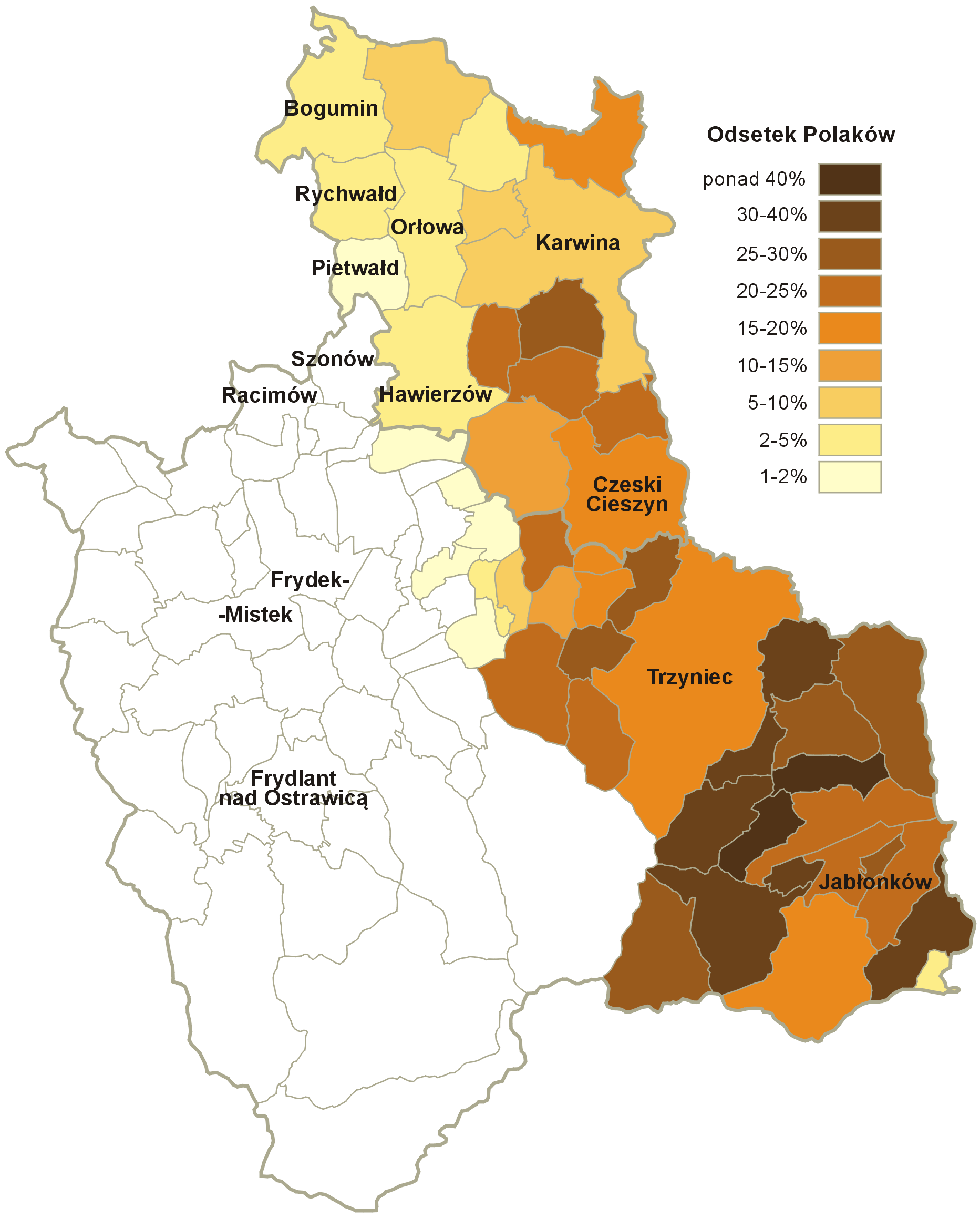
Odsetek Polaków w gminach (obec) okręgu Frydek-Mistek i Karwina na podstawie spisu powszechnego z 2001 r.

W 2001 teren powiatu zamieszkiwały liczne mniejszości narodowe stanowiące łącznie 15,9% populacji, w tym 18077 Polaków (8%), 6728 Słowaków (3%), 4561 Morawian (2%), 1617 Ślązaków (0,7%), resztę stanowiły nieliczne społeczności: niemiecka, romska i inne. Osoby wierzące stanowiły 52,1% populacji, z czego katolicy 70,6%..
Dane z 31 grudnia 2003:
| Opis        | Ogółem  | Kobiety        | Mężczyźni      |
| ----------- | ------- | -------------- | -------------- |
| populacja   | 226 863 | 115 784 51,04% | 111 079 48,96% |
| średni wiek | 38,5    | 40,41          | 37,36          |

- gęstość zaludnienia: 178,35 mieszk./km²
- 57,2% ludności powiatu mieszka w miastach.

## Zatrudnienie
| Mieszkańcy ze stałym zatrudnieniem | 46 759       |
| Średnia pensja miesięczna          | 15 156 koron |
| Bezrobotni                         | 16 672       |
| Stopa bezrobocia                   | 15%          |

## Szkolnictwo
W powiecie Frýdek-Místek działają:
| Rodzaj szkoły                   | Liczba szkół |
| ------------------------------- | ------------ |
| Przedszkola                     | 99           |
| Szkoły podstawowe               | 95           |
| Gimnazja                        | 6            |
| Szkoły średnie techniczne       | 13           |
| Szkoły średnie ogólnokształcące | 8            |
| Szkoły wyższe                   | 2            |

## Służba zdrowia
| Lekarze                               | 705 |
| Szpitale                              | 3   |
| Specjalistyczne ośrodki terapeutyczne | 5   |
| Gabinety dentystyczne                 | 110 |
| Apteki                                | 40  |